# Skrobia bielona
Skrobia bielona – skrobia modyfikowana chemicznie na drodze utleniania, o zawartości grup karbonylowych nie większej niż 0,1%. Stosowana w przemyśle spożywczym jako zagęstnik m.in. do produkcji budyniu. Jedna z nielicznych skrobi modyfikowanych chemicznie będąca składnikiem, a nie dodatkiem do żywności.